# Anisopappus grangeoides
Anisopappus grangeoides là một loài thực vật có hoa trong họ Cúc. Loài này được (Vatke & Höpfner ex Klatt) Merxm. mô tả khoa học đầu tiên năm 1954.